# Kettingmolen
Kettingmolen is een familie-attractie in het Belgische attractiepark Bobbejaanland en staat in het themagebied Wondergarden.
Het is een zweefmolen van het type Wellenflieger van de Duitse fabrikant Zierer.
De attractie werd in 1991 geopend en kende sindsdien meerdere namen, zoals Zweefmolen, Zwiermolen, Wave Swinger en Kettingmolen.
Afbeeldingen